# Île de la Jatte

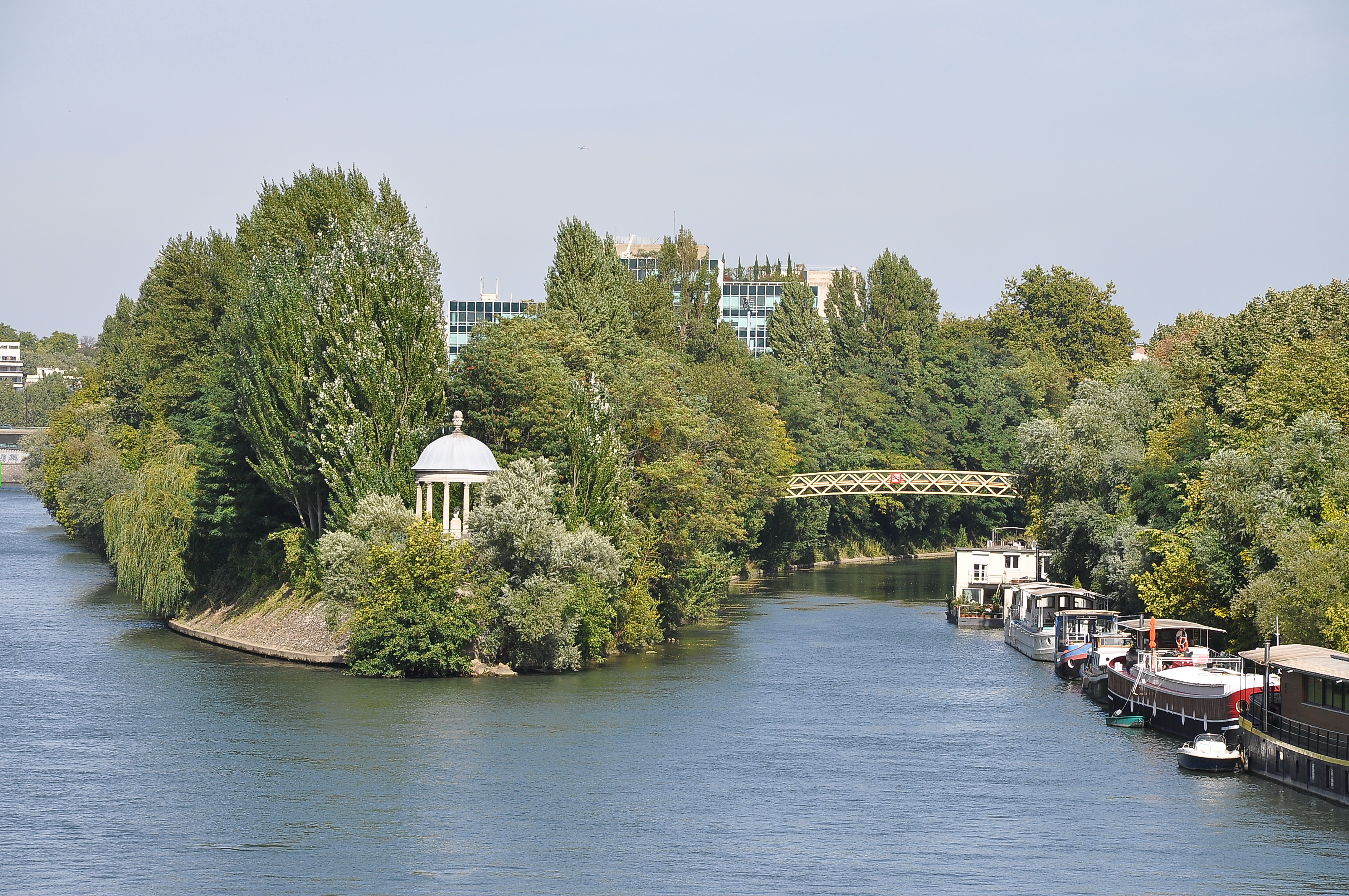
Vista da ilha La Grande Jatte a partir da Ponte de Neuilly, com o Temple de l'Amour em destaque

A Île de la Grande Jatte ou Île de la Jatte é uma ilha fluvial situada no rio Sena, no departamento de Hauts-de-Seine, e compartilhada entre as duas comunas de Neuilly-sur-Seine e Levallois. Situa-se às portas de Paris, estando 7 km (em linha reta) das torres de Notre-Dame e 3 km da Place de l'Étoile. A ilha, que possui cerca de 4.000 habitantes, tem quase 2 km de comprimento e quase 200 m de largura no seu ponto mais largo. Seu nome se traduz literalmente como "Ilha da Tigela" ou "Ilha da Grande Tigela".
Ela é mais conhecida por haver sido retratada por Georges Seurat na pintura pontilhista, Un Dimanche après-midi à l'Île de la Grande Jatte (Uma Tarde de Domingo na Ilha de La Grande Jatte) (1884–1886)

## História
Em 1818, o Duque de Orleães, Luís Filipe, adquiriu o Château de Neuilly para abrigar sua família de dez filhos. Ele comprou o terreno e criou um parque que incluía a ilha, acessível apenas por barco. Ele também transferiu o Temple de Mars (Templo de Marte), que seu pai havia encomendado, do Parc Monceau, e o colocou no ponto norte da ilha, convertendo-o no Temple de l'Amour (Templo do Amor). Ele foi movido para o extremo sul da ilha em 1930.
Entre 1850 e 1870, Napoleão III e o Barão Haussmann modificaram ainda mais a ilha, e os artistas da época começaram a pintar lá. No final do século XIX, a ilha tornou-se conhecida por seus pintores, principalmente os impressionistas. Além de Georges Seurat, artistas como Claude Monet, Vincent van Gogh, Alfred Sisley, Charles Angrand e Albert Gleizes também retrataram cenas da ilha em suas pinturas.
Em junho de 2009, uma trilha foi estabelecida ao redor da ilha (Île des Impressionnistes), detalhando as obras dos impressionistas.